# شهرک سینمایی دفاع مقدس

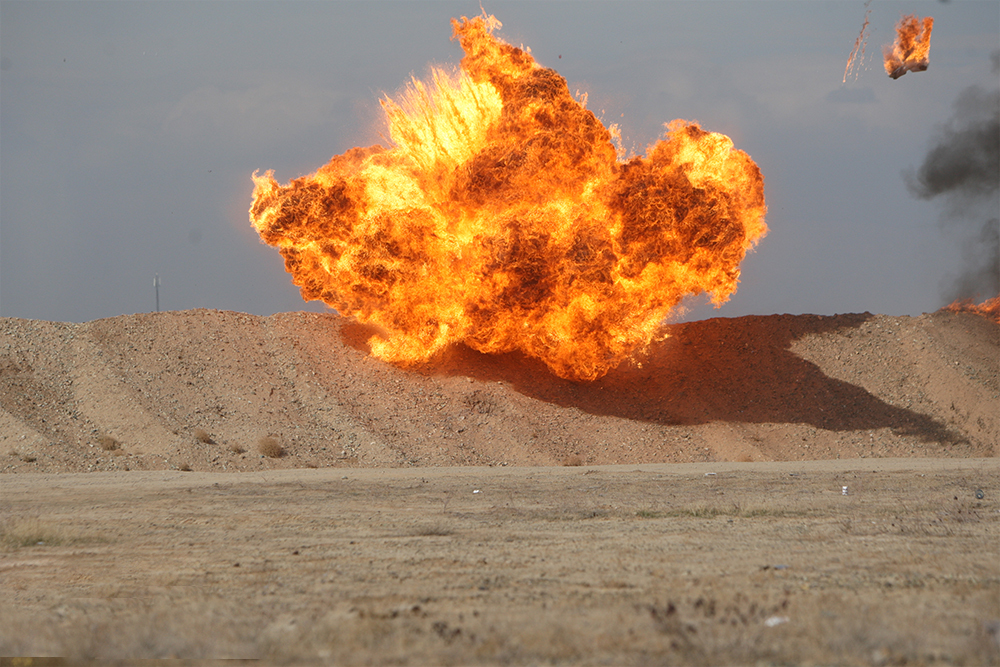
انجام انفجارات

شهرک سینمایی دفاع مقدس در سال ۱۳۷۳ به دلیل ایجاد فضایی برای ساخت فیلم‌هایی با موضوع جنگ ایران و عراق تأسیس شد. شهرک سینمایی دفاع مقدس در شهر ری و در فاصلهٔ ۲۵ کیلومتری اتوبان تهران قم در زمینی با مساحتی بالغ بر ۵۵۰ هکتار ساخته شده‌است. لوکیشن‌های متخلف و متعددی همچون دریاچه، پادگان‌های عراقی، کشت زارهای خشک و نیزارها در این مجموعه وجود دارد.
هم‌اکنون مجموعه حضرت موسی و سلمان فارسی در این شهرک در حال فیلمبرداری است.
| فیلم یا سریال   | سال فیلمبرداری |
| --------------- | -------------- |
| به وقت شام      | ۱۳۹۶           |
| ایستاده در غبار | ۱۳۹۴           |
| یوسف پیامبر     | ۱۳۸۶           |
| تنگه ابوقریب    | ۱۳۹۶           |
| اخراجی‌ها        | ۱۳۸۵           |
| موقعیت مهدی     | ۱۴۰۰           |
| تک تیرانداز     | ۱۳۹۹           |
| پایتخت (فصل ۵)  | ۱۳۹۷           |
| زیرخاکی         | ۱۴۰۰           |
| حضرت موسی       | در حال تولید   |
| سلمان فارسی     | در حال تولید   |

مدیریت این شهرک به عهده بنیاد فرهنگی هنری روایت فتح است.

## حواشی
در حادثه‌ای در شهرک سینمایی دفاع مقدس، پنج نفر از عوامل پشت صحنه فیلمبرداری فیلم معراجی‌ها به كارگردانی مسعود ده‌نمکی کشته شدند.